# 2030-те
2030-те години са четвъртото десетилетие на XXI век, обхващащо периода от 1 януари 2030 до 31 декември 2039 година.